# Atentado en el Aeropuerto Internacional Jinnah de 2014
El 8 de junio de 2014, 10 militantes armados atacaron el Aeropuerto Internacional Jinnah en Karachi, Pakistán. Al menos 23 personas murieron, entre ellas los 10 atacantes, y al menos 18 heridos.

## Antecedentes
El Aeropuerto Internacional Jinnah es el mayor y más activo aeropuerto del país, y sirve como el centro de Pakistan International Airlines, la aerolínea de bandera nacional de Pakistán. Muchos vuelos nacionales e internacionales tránsitan por el aeropuerto todos los días. Este ataque fue el primer evento de gran magnitud en el aeropuerto del año, con el último incidente importante es del secuestro del vuelo Pan Am 73 en 1986.

## Ataque
El ataque comenzó a las 23:20, el 8 de junio y duró hasta la mañana alrededor de las 4:00 a. m. del 9 de junio. Diez atacantes irrumpieron a través de un control de seguridad en una camioneta y atacaron la terminal de carga del aeropuerto con armas automáticas, granadas de mano, granadas propulsadas por cohetes y otros explosivos. Los atacantes estaban vestidos como guardias de seguridad, y algunos también con chalecos suicidas. Vestían uniformes de la Fuerza de Seguridad de Aeropuertos (ASF), y habían utilizado documentos de identidad falsos para entrar en el aeropuerto. Un funcionario de inteligencia paquistaní dijero que algunos de los militantes trataron de secuestrar un avión, pero no tuvieron éxito.
Unos 90 minutos después del comienzo del ataque, cientos de comandos del Grupo Especial de Servicios llegaron al lugar y comenzaron a combatir a los militantes. Se informó que los atacantes inicialmente tomaron el control de la pista de aterrizaje del aeropuerto. En cuestión de horas, ocho de los diez militantes fueron muertos a tiros por los comandos del Ejército y los dos restantes se inmolaron cuando fueron acorralados. El asedio terminó oficialmente después de cinco horas; 31 personas, entre ellas los diez terroristas, ocho miembros de ASF, dos funcionarios pakistaníes Rangers, un oficial de la Policía de Sindh, y dos funcionarios de Pakistán International Airlines murieron en el incidente. Al menos 18 agentes de seguridad resultaron heridos en el ataque y admitidos al Hospital Abbasi Shaheed.
Un avión de Pakistan International Airlines, un avión de Airblue y un avión de carga de una aerolínea extranjera se reportaron con daños. Una granada de mano también se había utilizado en el ataque en Ispahani Hangar.
Después del ataque, el aeropuerto estaba despejado y entregado a la Autoridad de Aviación Civil y ASF.